# 主計官
主計官（しゅけいかん 英名:Budget Examiner）は、財務省主計局に置かれる国家公務員の役職で、課長級の分掌官。国家予算案の査定及び作成を主な任務とする。

## 概要
設置根拠は、財務省組織令（政令）。定員は11名。職務内容は、国の予算の作成及び執行、国の予備費の管理、国の決算の作成並びに国の財務の統括の立場からする地方公共団体の歳出に関する事務を分掌する、と規定されている。（同令第28条）
主要任務である国の予算の作成について具体的に説明すると、主計官11名は、国家機関の予算編成を分担して担当する。各々は、担当する省庁から、政策やその実行に必要な予算額などをヒアリングし、また、省庁から出される予算の概算要求を査定し、各省庁の担当者と折衝を重ねながら予算の原案を作成する。つまり、各省庁は主計官との折衝如何によって、実行できる政策や、その予算額が決まる（但し、その後に復活折衝と呼ばれる、局長級及び大臣同士の折衝によって、削られた予算が復活することもある）。
以上のように、予算編成の実務責任者と言っても差し支えの無い、権限の大きな役職であると言える。
また、主計官を補佐する役職として主査（課長補佐級）が、同じく部署として各係が設置されている。

## 主計官の担当
総務課担当と各府省庁の分担からなる。総務課以外は各1名。定員は11名。

### 総務課
企画とノンキャリアの指定席である予算総括の2つの担当ポストとなっている。企画担当は予算のフレーム（枠）を統括する立場にあり、厚生労働や公共事業など、多額の予算を扱う主計官のワンランク上に位置している。斎藤次郎が企画担当時代だった1982年度予算で、各省庁の予算要求額を前年度並みにする「ゼロ・シーリング」が初めて採用され、これ以降、企画部門の地位が向上していった。
総務課（企画担当）
| 氏名       | 就任年月      | 後職 | 備考                                           |
| ---------- | ------------- | --- | ---------------------------------------------- |
| 角谷正彦   | 1976年7月     | 主計局主計官（運輸、郵政、電信電話担当） |                                                |
| 安原正     | 1977年6月     | 主計局主計官（厚生・労働担当） |                                                |
| 尾崎護     | 1978年6月     | 主計局主計官（運輸、郵政、電信電話担当） |                                                |
| 斎藤次郎   | 1979年7月     | 主計局主計官（建設、公共事業担当） |                                                |
| 篠沢恭助   | 1982年6月     | 主計局総務課長 |                                                |
| 藤井威     | 1984年6月     | 主計局総務課長 |                                                |
| 涌井洋治   | 1986年6月     | 主計局総務課長 |                                                |
| 中島義雄   | 1988年6月     | 主計局総務課長 |                                                |
| 杉井孝     | 1989年6月     | 大臣官房秘書課長 |                                                |
| 細川興一   | 1992年6月     | 大臣官房文書課長 |                                                |
| 津田広喜   | 1994年7月     | 主計局総務課長 |                                                |
| 杉本和行   | 1996年7月     | 主計局法規課長 |                                                |
| 丹呉泰健   | 1997年7月15日 | 大臣官房文書課長 |                                                |
| 勝栄二郎   | 1998年7月1日  | 大臣官房文書課長 |                                                |
| 川北力     | 2000年6月30日 | 主税局税制第一課長 |                                                |
| 木下康司   | 2001年7月10日 | 大臣官房総合政策課長 |                                                |
| 稲垣光隆   | 2004年7月2日  | 主計局総務課長 | 主計局主計官（農林水産担当）                   |
| 岡本薫明   | 2006年7月28日 | 大臣官房秘書課長 |                                                |
| 茶谷栄治   | 2009年7月14日 | 大臣官房秘書課長 |                                                |
| 阪田渉     | 2012年8月17日 | 主計局総務課長 | 主計局総務課長                                 |
| 江島一彦   | 2015年7月9日  | 主計局付 |                                                |
| 寺岡光博   | 2018年7月23日 | 内閣官房内閣審議官（内閣官房副長官補付） 内閣官房一億総活躍推進室次長 内閣官房働き方改革実現推進室次長 内閣官房人生100年時代構想推進室次長 内閣官房プレミア付商品券施策推進室次長 内閣官房就職氷河期世代支援推進室次長 内閣官房全世代型社会保障検討室次長 内閣府政策統括官（経済財政運営担当）付 内閣府プレミア付商品券事業担当室次長 |                                                |
| 中島朗洋   | 2020年7月20日 | 大臣官房文書課長 |                                                |
| 渡邉和紀   | 2021年7月8日  | 主計局法規課長 | 主計局主計官（司法・警察、経済産業、環境担当） |
| 一松旬     | 2022年7月1日  | 内閣総理大臣秘書官（事務担当） |                                                |
| 有利浩一郎 | 2023年7月4日  | 主計局総務課長 |                                                |
| 松本圭介   | 2024年7月5日  | |                                                |

### 各府省庁の分担
- 内閣、デジタル、復興、外務、経済協力係担当
皇室、国会、裁判所、内閣官房、内閣府、デジタル庁、復興庁、外務省、各省庁のODA予算などを統括している。
- 司法・警察、経済産業、環境係担当
裁判所、法務省、警察、経済産業省、環境省などを統括している。
- 総務、地方財政、財務係担当
総務省、地方財政、消防、財務省などを統括している。
- 文部科学係担当
文部科学省などを統括している。
- 厚生労働係、社会保障総括担当
医療、介護などを統括している。
- 厚生労働、こども家庭係担当
労働、年金、こども家庭庁などを統括している。
- 農林水産係担当
農林水産省などを統括している。
戦後すぐの食料問題から始まり、1950年代半ば以降は自民党が農村を重要な支持基盤にしていたため、農林水産行政に関係する予算は政治色の強い重要な予算とされていた。1969年には自主流通米制度が創設されるなど、農林水産行政に関係する予算はより“政治銘柄”とされていった[3]。各係の主査を総括する第一係の主査は、主査の中でも栄光のポストとされており、食料管理や米制度担当の第三係を経て、第一係に就くのが出世コースとされていた[3]。
- 国土交通、公共事業総括係担当
国土交通省、鉄道、各府省庁の公共事業予算などを統括している。
- 防衛係担当
防衛省、自衛隊などを統括している。

## 主計官補佐
1人の主計官の下に課長補佐級の数人の主計官補佐がいる。主計官補佐の中でも査定権を持つ者が通称で「主査」と呼ばれている。主査はほとんどがキャリアであり、入省10年～18年の30代の中で経験する。同期の中で主計官補佐（主査）を経験できるかどうかが出世の分岐点といわれ、主計官がダメでも主査が優秀であれば、予算ができるといわれる。特に企画係、農林水産係、厚生労働係、文部科学係、かつては公共事業係が政治的な利害が交錯し折衝が難しく花形ポストといわれる。歴代事務次官や局長級の幹部は農水、厚生、公共事業、文部の主査を経験している者が多い。また、中でも企画係は予算のフレーム（枠）を決めており、企画係の筆頭主査は出世の最右翼と言われている。